# Rory Townsend
Rory Townsend (Kingston upon Thames, 30 de junio de 1995) es un ciclista profesional irlandés que milita en las filas del conjunto Q36.5 Pro Cycling Team.

## Trayectoria
En 2019 fue seleccionado para representar a Irlanda en los campeonatos de Europa y en el Campeonato Mundial de Ciclismo en Ruta.

## Palmarés
2019
- Trofeo Beaumont
- 2 etapas del Tour de Fuzhou

2021
- 1 etapa del Tour de la Mirabelle

2022
- Campeonato de Irlanda en Ruta
- Omloop Mandel-Leie-Schelde

2023
- La Roue Tourangelle[1]
- 2.º en el Campeonato de Irlanda en Ruta

2024
- 3.º en el Campeonato de Irlanda en Ruta

2025
- Campeonato de Irlanda en Ruta
- ADAC Cyclassics

## Resultados enCampeonatos del Mundo
| Carrera         | Carrera         | 2016 | 2017 | 2018 | 2019 | 2020 | 2021 | 2022 | 2023 | 2024 |
| --------------- | --------------- | ---- | ---- | ---- | ---- | ---- | ---- | ---- | ---- | ---- |
| Mundial en Ruta | Mundial en Ruta | —    | —    | —    | Ab.  | —    | Ab.  | —    | Ab.  | —    |

—: no participa

Ab.: abandono